# Into Eternity
Into Eternity — дебютный студийный альбом шведской дэт-метал-группы Desultory, выпущенный 3 февраля 1993 года на лейбле Metal Blade Records.

## Отзывы критиков
Альбом получил положительные отзывы от музыкальных критиков. Франк Альбрехт из Rock Hard пишет: «На мой взгляд, это больше, чем можно ожидать от дебюта в дэт-метале — и за эту блестящую работу Desultory получают оценку 9 из 10. Жаль, что в этом музыкальном жанре почти нет сопоставимых произведений». Рецензент Sputnikmusic Тайлер пишет: «Найдя счастливую середину между мелодичностью и агрессивностью, можно предположить, что Desultory смогли бы занять свою нишу рядом со своими коллегами по сцене, At the Gates, Dismember и Entombed. Вместо этого они выпустили относительно посредственный альбом Bitterness, после чего превратились в дэт-н-ролльную группу и распались».

## Список композиций
| №                   | Название            | Длительность |
| ------------------- | ------------------- | ------------ |
| 1.                  | «Into Eternity»     | 5:58         |
| 2.                  | «Depression»        | 4:07         |
| 3.                  | «Tears»             | 4:17         |
| 4.                  | «The Chill Within»  | 3:35         |
| 5.                  | «Visions»           | 4:08         |
| 6.                  | «Twisted Emotions»  | 4:36         |
| 7.                  | «Forever Gone»      | 3:33         |
| 8.                  | «Passed Away»       | 3:31         |
| 9.                  | «Asleep»            | 5:23         |
| Общая длительность: | Общая длительность: | 39:08        |

## Участники записи
- Клас Морберг — вокал, гитара
- Стефан Пёге — соло-гитара
- Хокан Морберг — бас-гитара, тексты песен
- Томас Джонсон — ударные